# 루돌프 로커

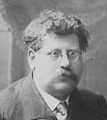

요한 루돌프 로커(Johann Rudolf Rocker, 1873년 3월 25일 ~ 1958년 9월 19일)는 독일의 아나르코 생디칼리슴 작가이자 운동가이다.
1873년 독일 제국 마인츠에서 태어났다. 청소년기에 삼촌의 영향으로 사회주의자가 되어 독일 사회민주당에 입당했으나 1890년 제명되고 1891년 아나키즘을 접하게 된다.
1893년 독일에서 탈출, 프랑스 파리로 망명하고, 1895년 영국 런던의 화이트채플로 이주한다. 유대인 혈통이 아니었지만 화이트채플의 유대인 공동체에서 생활하다가 저명한 러시아 아나키즘 이론가 표트르 크로폿킨의 지우를 얻기에 이른다. 로커는 런던 이스트엔드의 유대계 이주노동자들을 조직하는 데 전력을 기울여 "아나키스트 랍비"라고도 알려졌다. 1902년 화이트채플에서 결성된 유대인 아나키즘 연맹 기관지 《노동자의 자유》 편집에 참여하고, 1907년 암스테르담의 국제 아나키즘 회의에 연맹을 대표해 참석했다. 1912년, 런던 의류노동자 파업을 주도했다.
제1차 세계 대전이 일어나자 독일계였던 로커는 적국인으로 처리되어 1914년 기관지를 압류당했다. 영국의 유대계 아나키즘 운동은 이때 분쇄되어 회복 불능에 이른다. 로커는 1918년 영국에서 네덜란드로 추방되어 독일로 귀국한다. 그는 독일의 국제 아나르코 생디칼리슴 운동의 주요 인물이 되어, 1922년 베를린에서 국제회의를 조직한다. 1917년 이후에는 볼셰비키를 지지하는 좌파들과 맞서 나치즘에 반대하는 좌파 자유지상주의를 지휘했다.
1933년 로커는 나치 정권이 장악한 독일에서 탈출, 미국에 정착한다. 이후 뉴욕 크롬폰드 지역에 위치한 모히칸족 사회의 지도적 인물로 활약하고 죽을 때까지 미국 최고 수준의 저명 아나키스트로 군림했다. 제2차 세계 대전 때는 연합군을 지지하여 몇몇 옛 동료들과 소원해졌다.